# Бернгау
Бернгау (њем. Berngau) општина је у њемачкој савезној држави Баварска. Једно је од 19 општинских средишта округа Нојмаркт (Горњи Палатинат). Према процјени из 2010. у општини је живјело 2.444 становника. Посједује регионалну шифру (AGS) 9373114.

## Географски и демографски подаци
Бернгау се налази у савезној држави Баварска у округу Нојмаркт (Горњи Палатинат). Општина се налази на надморској висини од 436 метара. Површина општине износи 27,1 km². У самом мјесту је, према процјени из 2010. године, живјело 2.444 становника. Просјечна густина становништва износи 90 становника/km².